# حادثة إسقاط جعيدين
حادثة إسقاط جعيدين في 18 يونيو 2017، أسقطت طائرة تابعة للبحرية الأمريكية من طراز بوينغ إف/إيه-18إيه طائرة تابعة للقوات الجوية السورية من طراز سوخوي سو-22 فيتر بصاروخ إيه آي إم-120 أمرام بعد أن ورد أنها هاجمت مواقع القوات الديمقراطية السورية الكردية في بلدة جعيدين. كانت هذه هي المرة الأولى التي تسقط فيها الولايات المتحدة طائرة مأهولة منذ عام 1999 والأولى باستخدام طراز بوينغ إف/إيه-18إي/إف سوبر هورنت.
وأثار إسقاط الطائرة إدانة سريعة من روسيا وسوريا، حيث زعمت الدولتان أنه انتهاك للقانون الدولي والسيادة السورية. نجح الطيار السوري الكابتن علي فهد في القفز من طائرته وعثرت عليه القوات السورية حياً بعد يوم واحد في قرية الشويهدات. حصل طيار إف/إيه-18إي، الملازم أول مايكل تريميل، على وسام الطيران المتميز في سبتمبر 2018 عن أفعاله أثناء الحادث.

## خلفية
بدأت الولايات المتحدة وشركاء التحالف الآخرون عمليات قتالية في سوريا في 23 سبتمبر 2014 ضد تنظيم الدولة الإسلامية وجبهة النصرة. قبل بدء العمليات، ذكرت الحكومة السورية أن "أي عمل من أي نوع دون موافقة الحكومة السورية سيكون بمثابة هجوم على سوريا". ومع ذلك، عندما بدأت الضربات الجوية الأولى، لم يستجب الجيش السوري وقام بضبط الرادار على الوضع السلبي. وأشار وزير الخارجية السوري في وقت لاحق إلى أن سوريا والتحالف الذي تقوده الولايات المتحدة يقفان على نفس الجانب. لن يهاجم التحالف المواقع العسكرية السورية حتى سبتمبر 2016 عندما شنت طائرات حربية من الولايات المتحدة وأستراليا والدنمارك والمملكة المتحدة 37 غارة جوية على القوات السورية في مطار دير الزور مما أسفر عن مقتل 106 جندي. وردا على ذلك ألغت سوريا وقف إطلاق النار الذي صاغه دبلوماسيون من الولايات المتحدة وروسيا. وزعم التحالف أنه أخطأ في التعرف على الجنود السوريين وقصفو على أنهم من مقاتلي داعش بينما زعمت سوريا أنه هجوم متعمد.
في أبريل 2017، حدث أول عمل عسكري متعمد ضد الجمهورية العربية السورية عندما قصفت الولايات المتحدة قاعدة الشعيرات الجوية ردًا على الهجوم الكيميائي على شيخون. وبعد شهرين، في 6 يونيو، شنت الولايات المتحدة غارات جوية على القوات الموالية للحكومة، مما أسفر عن مقتل عدد غير معروف من المقاتلين. وبعد يومين، أسقطت طائرة أمريكية من طراز إف-15 طائرة بدون طيار إيرانية. وبسبب هذه الأحداث كانت قواعد الاشتباك تتغير باستمرار. في وقت ما قبل يونيو أُرسلت حاملة الطائرات جرج بوش إلى شرق البحر الأبيض المتوسط جنوب جزيرة كريت. أثناء عمليات الحاملة، طُلب من طواقم المقاتلات أن يكونوا مستعدين للدفاع ضد أي هجوم جوي لطرف ثالث، بسبب جميع الأحداث الأخيرة التي وقعت.

## حادثة
في وقت سابق من يوم 18 يونيو، هاجمت قوات الحكومة السورية مواقع قوات سوريا الديمقراطية في جعيدين، مما أدى إلى إصابة العديد من المقاتلين، مما دفع طائرات التحالف للرد بـ "استعراض القوة"، ووقف الهجوم. كما نفذت عدة غارات جوية من قبل طيارين على متن الطائرة جورج بوش الأب على أهداف داعش في سوريا. بعد إحاطة ما قبل المهمة، أُرسل طيارا F / A - 18E الملازم أول مايكل "موب" تريميل (شفرة النداء - حرية 33 بالإنجليزية:Freedom 33) ورجل الجناح جيف كروجر (شفرة النداء - حرية 34 بالإنجليزية:Freedom 34) كموجة ثانية من الطائرات من الحاملة إلى سوريا في ذلك اليوم. إلى جانب تريميل ورجل جناحه كان هناك طائرتان من طراز F/A-18C، وويليام فويل وستيفن جاسيكي هما Freedom 43 و44. سلكت المقاتلات الأربعة الطريق الشمالي بمحاذاة الساحل السوري عبر نطاق الدفاع الجوي الروسي والتركي واتجهت نحو مدينة الرقة. وبمجرد وصولهم إلى المدينة، قاموا بإجراء اتصالات مع المراقب الجوي للمحطة المشتركة الذي كان على الأرض جنوب الطبقة. دخلوا في دعم جوي قريب فوق وحدة التحكم الجوي وبدأوا في انتظار استدعاء أي ضربات من قوات سوريا الديمقراطية الصديقة التي تقاتل على الأرض. خلال هذا الوقت، ظهرت طائرة تابعة للقوات الجوية الروسية من طراز سوخوي سو-27 وبدأت في التحليق في سماء المنطقة.

## إسقاط
بدأ تريميل، الذي كان يواجه مشاكل في حجرة الاستهداف الخاصة به، بتتبع الطائرة الروسية، بالإضافة إلى فحص الرادار الخاص به بحثًا عن أي طائرات أخرى بينما ظل الثلاثة الآخرون في وضع الدعم الجوي القريب. وفي هذه اللحظة ظهرت على راداره طائرة أخرى تتحرك بسرعة عالية. تحرك تريمل، معتقدًا أنها سورية، للاعتراض وحددها على أنها طائرة تابعة للقوات الجوية السورية سوخوي سو-22 فيتر. عند تحديد هويته، اتصل تريمل لاسلكيًا بمركز قيادة وسيطرة محمول جواً، وبدأ بإرسال تحذيرات إلى الطائرة السورية لتحويل مسارها. عندما فشل ذلك، طار تريمل فوق مظلة فيتر وأطلق قزابل مضيئة. وعندما فشل ذلك أيضًا، كانت الطائرة سوخوي سو-22 في نطاق القوات الصديقة على الأرض، وفي الساعة 6:43 مساء بالتوقيت المحلي، طار وأسقط ذخائر على مقاتلي قوات سوريا الديمقراطية في بلدة جعيدين، مما تسبب في وقوع إصابات. باتباع قواعد الاشتباك، أغلق تريميل الطائرة باستخدام صاروخ AIM-9 Sidewinder وأطلق النار. أطلقت الطائرة سوخوي سو-22 قنابل مضيئة وتمكنت من تجنب الصاروخ بنجاح. ثم أطلق تريميل بسرعة صاروخ إيه آي إم-120 أمرام على الطائرة السورية، ونجح في الوصول إلى فيتر وأسقط الطائرة.
ادعى الجيش السوري أن الطائرة سوخوي سو-22 كانت في مهمة لضرب تنظيم داعش عندما وقع إسقاطها.

## ما بعد الكارثة
بدأت الطائرة سوخوي سو-22 تهتز بعنف عندما سقطت على الأرض. وتمكن الطيار السوري الكابتن علي فهد من القفز من الطائرة بنجاح قبل أن تنفجر الطائرة، وقام بتشغيل جهاز الإرسال والاستقبال للطوارئ الخاص به. أصبح تريميل ورجل جناحه الآن في عمق نطاق الدفاع الجوي للعدو مع بقاء الطائرة الروسية Su-27 في السماء. وبعد الحصول على تصريح من وحدة التحكم الجوي في المحطة المشتركة، بدأوا في الخروج من المنطقة. تمكنت طائرة KC-10 القريبة من إعادة تزويد المقاتلين بالوقود وإعطاء لحظة سريعة من الوضوح بعد الوضع المتوتر. تم السماح لتريميل ورجل جناحه بالعودة إلى الحاملة، حيث سلكوا الطريق عبر العراق بدلاً من ذلك. صدرت أوامر للطائرتين من طراز F / A-18C بتقديم دعم جوي قريب للقوات العراقية التي تقاتل تنظيم الدولة الإسلامية في الموصل. خلال هذا الوقت، نفذت طائرتان من طراز F/A-18C غارات جوية قبل أن تعود أخيرًا إلى منطقة بوش.
وفور إسقاط الطائرة، اندلعت اشتباكات بين القوات الحكومية وقوات سوريا الديمقراطية المدعومة من التحالف بالقرب من الرصافة، بحسب المرصد السوري لحقوق الإنسان . بعد الإسقاط، انسحبت قوات سوريا الديمقراطية من جعيدين بعد تعرضها لهجوم من قبل رجال الميليشيات الموالية للحكومة بحسب البنتاغون. وعثرت القوات الحكومية على الكابتن علي فهد، قائد الطائرة Su-22، حياً في قرية الشويهات في اليوم التالي. وبعد يومين من إسقاط الطائرة، أسقطت طائرة مقاتلة أمريكية من طراز F-15 طائرة بدون طيار إيرانية أخرى من طراز شاهد 129 في نفس المنطقة التي أسقطت فيها الطائرة Su-22، مما يجعلها الطائرة الثالثة التي تسقط طائرة موالية للحكومة هذا الشهر.في سبتمبر 2017، في ندوة بجمعية خطاف الذيل، قدم طيارو هورنت وسوبر هورنت المشاركون في الحادث رواية شاهد عيان لحظة بلحظة عما أدى إلى الحادث وما حدث أثناءه وبعده.

## تفاعلات
- وجاء في بيان صادر عن التحالف الذي تقوده الولايات المتحدة أن "التحالف لا يسعى إلى محاربة الحكومة السورية أو القوات الروسية أو القوات الموالية للحكومة المتحالفة معها، لكنه لن يتردد في الدفاع عن قوات التحالف أو القوات الشريكة من أي تهديد. النية العدائية الواضحة و لن يتم التسامح مع تصرفات القوات الموالية للحكومة تجاه قوات التحالف والقوات الشريكة في سوريا التي تقوم بعمليات مشروعة ضد داعش.[33]
- وجاء في بيان صادر عن الجيش السوري أن "الهجوم الصارخ كان محاولة لتقويض جهود الجيش باعتباره القوة الفعالة الوحيدة القادرة مع حلفائه ... على محاربة الإرهاب عبر أراضيه. ويأتي ذلك في وقت يستعد فيه الجيش السوري و وحلفاؤها يحققون تقدما واضحا في قتال تنظيم داعش الإرهابي".[34] وفي وسائل الإعلام التي تديرها الدولة، قال الجيش السوري أيضًا أن الطائرة Su-22 كانت في مهمة لضرب قوات تنظيم الدولة الإسلامية عندما تعرضت لإطلاق النار.
- وسرعان ما أدانت الحكومة الروسية عملية الإسقاط واتخذت إجراءات فورية من خلال التعليق المؤقت لخطها الساخن مع التحالف الأمريكي. واعتبرت وزارة الدفاع الروسية ذلك عدوانًا سافرًا على سوريا، قائلة إن "طائرات سلاح الجو السوري تدمر الطيران الأمريكي في الأجواء السورية، وهو انتهاك ساخر لسيادة الجمهورية العربية السورية. الأعمال العدائية المتكررة للطيران الأمريكي تحت ستار "محاربة الإرهاب" ضد المسلحين الشرعيين" إن قوات الدول الأعضاء في الأمم المتحدة، تشكل انتهاكًا صارخًا للقانون الدولي وفي الواقع عدوانًا عسكريًا على الجمهورية العربية السورية.[35] كما هددت روسيا بأن طائرات التحالف غرب نهر الفرات تعتبر الآن أهدافًا محتملة.[36][37][38][39]
- علقت أستراليا غاراتها الجوية في سوريا ردًا على التوترات المتزايدة بين الولايات المتحدة وروسيا بشأن إسقاط الطائرة واحترازًا للتهديد الروسي بأن أي طائرة للتحالف تحلق غرب نهر الفرات ستكون "هدفًا محتملاً".[40][41][42][43][44][45]